# Liste in St. Kitts und Nevis vorhandener Dampflokomotiven
Dies ist eine Liste erhaltener Dampflokomotiven auf dem Gebiet von St. Kitts und Nevis.

## Lokomotiven mit 30″
| Foto | Nummer oder Name            | Bauart / Achsfolge | Hersteller                        | Fabrik-nr. | Baujahr | Historie | Eigentümer / Betreiber / Strecke    | Bemerkungen                                       |
| ---- | --------------------------- | ------------------ | --------------------------------- | ---------- | ------- | -------- | ----------------------------------- | ------------------------------------------------- |
|      | St. Kitts Sugar Corp. No. 5 | B1                 | Kerr Stuart & Co (Stoke on Trent) | 1314       | 1916    |          | St. Kitts Sugar Manufacturing Corp. | – Laut Foto im Einzelnachweis schon lange Schrott |